# Palais de justice de Québec
 (septembre 2021).
Si vous disposez d'ouvrages ou d'articles de référence ou si vous connaissez des sites web de qualité traitant du thème abordé ici, merci de compléter l'article en donnant les références utiles à sa vérifiabilité et en les liant à la section « Notes et références ».

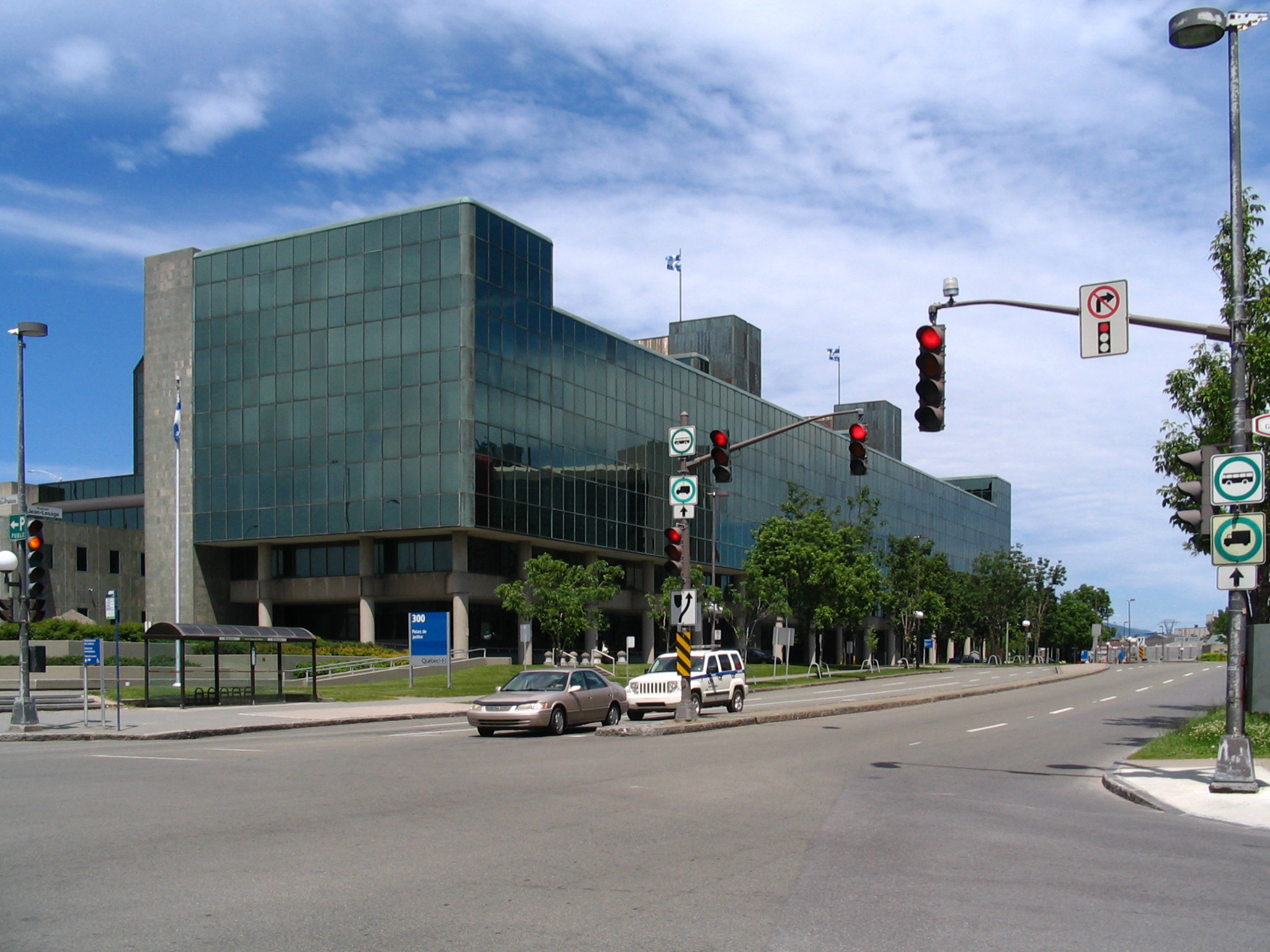
Le palais de justice de Québec, boulevard Jean-Lesage.

Le palais de justice de Québec est l'immeuble dans lequel siège les tribunaux suivants:
- La Cour d'appel du Québec, division d'appel de Québec
- La Cour supérieure du Québec siégeant pour le district de Québec
- La Cour du Québec siégeant pour le district de Québec
  - Chambre civile (incluant les petites créances)
  - Chambre criminelle et pénale
  - Chambre pénale

L'immeuble, construit entre 1980 et 1983 est situé sur le boulevard Jean-Lesage, dans la basse-ville de Québec. Il est inauguré le 28 octobre 1983. Depuis le 31 mars 2022, L'Édifice est connu sous le nom d'Édifice Marc-André Bédard Il est situé sur le boulevard Jean-Lesage.

## Historique
Le précédent Palais de Justice était situé tout près du Château Frontenac, en haute-ville, dans un immeuble construit entre 1883 et 1887. Le 12, rue St-Louis (Édifice Gérard-D.-Levesque) qui a été conçu par l'architecte Eugène-Étienne Taché et inauguré par Honoré Mercier. Il est maintenant occupé par le ministère des Finances du Québec.
Ne pouvant plus soutenir le développement de la justice, un nouveau Palais de Justice est réclamé pour la capitale de la Province de Québec dans les années 1970.
- 2 septembre 1976 : la nouvelle juge en chef associée de la Cour supérieure, Gabrielle Vallée, réclame un nouveau Palais de Justice.
- 22 février 1979 : Dévoilement du projet du nouveau Palais de Justice qui sera construit près de la Rivière Saint-Charles  à la Basse-Ville.
- 7 septembre 1979 : Dévoilement de la maquette du futur Palais de justice. Il sera ouvert en 1983.
- 6 octobre 1979 : Dimitri Dimakopoulos est l'architecte gagnant du Concours d'architecture .
- Août 1980 : Début du chantier de la construction du Palais de Justice.
- 28 octobre 1983 : Inauguration du nouveau Palais de justice de Québec.
- 24 août 2022 : D'importants problèmes de structures sont dévoilés. Des pistes de réflexion sont envisagées pour sa rénovation, démolition ou relocalisation temporaire[2].